# مینولتا دی‌ایمیج ئی‌ایکس
مینولتا دی‌ایمیج ئی‌ایکس (به انگلیسی: Minolta Dimage EX) یک دوربین عکاسی ساخت شرکت مینولتا است.